# ГЕС Whatshan
ГЕС Whatshan — гідроелектростанція на заході Канади у провінції Британська Колумбія. Використовує ресурс із річки Whatshan, яка впадає праворуч до Аппер-Арроу-Лейк — водосховища ГЕС Арроу-Лейк, створеного на річці Колумбії (має устя на узбережжі Тихого океану на межі штатів Вашингтон та Орегон).
У межах проекту річку перекрили бетонною гравітаційною греблею заввишки 12 метрів та завдовжки 82 метри, до якої прилягає земляна секція довжиною 91 метр. Разом з допоміжною земляною дамбою висотою 7 метрів та довжиною 104 метри вона утримує витягнуте по долині річки на 22 км водосховище з площею поверхні 17 км2 та корисним об'ємом 122 млн м3, що забезпечується коливанням рівня в операційному режимі між позначками 634 та 641,3 метра НРМ.
Зі сховища на схід прокладений дериваційний тунель довжиною 3,4 км, який виходить до розташованого на березі Аппер-Арроу-Лейк машинного залу. Останній ввели в експлуатацію в 1951-му, а вже за два роки він був зруйнований внаслідок зсуву. Відбудований зал повторно змінив своє положення в кінці 1960-х, коли його перенесли на дванадцять метрів вище внаслідок підйому води у річці Колумбія після спорудження греблі Keenleyside.
Основне обладнання станції становить одна турбіна типу Френсіс потужністю 50 МВт, яка використовує напір у 216 метрів.
Видача продукції відбувається по ЛЕП, розрахованій на роботу під напругою 138 кВ.